# Император Николай I (транспортное судно)
«Импера́тор Никола́й I» (в литературе также транспорт «Николай») — трёхмачтовое парусное транспортное судно Российско-Американской компании. Водоизмещение 590 тонн. На вооружении 8 пушек. Построено по заказу Компании в Нью-Йорке, на службе состояло с 1850 года.
Неоднократно совершало плавание между Кронштадтом и Русской Америкой, ходило за товарами в Китай. В 1853—1854 гг. находилось под командованием М.Ф. Клинковстрёма и 22 сентября (4 октября) 1853 год доставило в Томари-Анива сахалинскую экспедицию во главе с Г. И. Невельским, который основал там пост Муравьёвский (ныне город Корсаков).
В 1865 году потерпело крушение у острова Онекотан Большой Курильской гряды.